# Gloria Marconi
Gloria Marconi (Firenze, 31 marzo 1968) è una mezzofondista e maratoneta italiana.

## Progressione

### Mezza maratona
| Stagione | Tempo    | Luogo          | Data       | Rank. Mond. |
| -------- | -------- | -------------- | ---------- | ----------- |
| 2015     | 1h17'44" | Arezzo         | 11-10-2015 | 907ª        |
| 2014     | 1h16'26" | Verona         | 16-2-2014  | 641ª        |
| 2013     | –        | –              | –          | –           |
| 2012     | 1h16'41" | Torre del Lago | 22-1-2012  | 628ª        |
| 2011     | 1h13'19" | Cremona        | 16-10-2011 | 222ª        |
| 2010     | 1h13'43" | Pistoia        | 21-3-2010  | 280ª        |
| 2009     | 1h14'07" | Ravenna        | 31-5-2009  | 311ª        |
| 2008     | 1h14'28" | Fucecchio      | 2-3-2008   | n/d         |
| 2007     | 1h13'27" | Udine          | 27-5-2007  | 237ª        |
| 2006     | 1h12'31" | Pistoia        | 19-3-2006  | 121ª        |
| 2005     | –        | –              | –          | –           |
| 2004     | 1h12'26" | Brescia        | 19-9-2004  | 118ª        |
| 2003     | 1h09'25" | Roma           | 23-2-2003  | 9ª          |
| 2002     | 1h11'31" | Roma           | 24-2-2002  | 73ª         |
| 2001     | 1h12'51" | Roma           | 25-2-2001  | 164ª        |
| 2000     | 1h13'30" | Parma          | 10-9-2000  | n/d         |
| 1999     | 1h14'03" | Kyoto          | 14-3-1999  | n/d         |

## Palmarès
| Anno | Manifestazione             | Sede              | Evento         | Risultato | Prestazione | Note |
| ---- | -------------------------- | ----------------- | -------------- | --------- | ----------- | ---- |
| 2001 | Mondiali di mezza maratona | Bristol           | Mezza maratona | 35ª       | 1h13'59"    |      |
| 2002 | Mondiali di mezza maratona | Bruxelles         | Mezza maratona | 32ª       | 1h12'41"    |      |
| 2002 | Europei                    | Monaco di Baviera | 10000 m piani  | 24ª       | 33'01"11    |      |
| 2003 | Mondiali                   | Parigi            | Maratona       | 42ª       | 2h38'26"    |      |
| 2004 | Mondiali di mezza maratona | Nuova Delhi       | Mezza maratona | 11ª       | 1h12'42"    |      |
| 2009 | Giochi del Mediterraneo    | Pescara           | Mezza maratona | 5ª        | 1h14'30"    |      |

## Campionati nazionali
- 1 volta campionessa italiana assoluta dei 3000 metri piani indoor (2002)
- 2 volte campionessa italiana assoluta dei 5000 metri piani (2002, 2004)
- 3 volte campionessa italiana assoluta dei 10 000 metri piani (2003, 2006, 2007)
- 1 volta campionessa italiana assoluta di mezza maratona (2006)

1999
- Bronzo ai campionati italiani assoluti di atletica leggera, 5000 metri piani - 15'44"62

2000
- 7ª ai campionati italiani assoluti di atletica leggera indoor, 1500 metri piani - 4'23"97
- Bronzo ai campionati italiani assoluti di atletica leggera indoor, 3000 metri piani - 9'17"54
- 4ª ai campionati italiani assoluti di atletica leggera, 5000 metri piani - 16'08"08

2001
- Argento ai campionati italiani assoluti di atletica leggera, 5000 metri piani - 16'11"60
- 4ª ai campionati italiani assoluti di atletica leggera, 3000 metri siepi - 10'27"72
- Bronzo ai campionati italiani di mezza maratona - 1h13'53"

2002
- Oro ai campionati italiani assoluti di atletica leggera indoor, 3000 metri piani - 9'16"13
- Oro ai campionati italiani assoluti di atletica leggera, 5000 metri piani - 15'34"29

2003
- Oro ai campionati italiani assoluti di atletica leggera, 10 000 metri piani - 33'05"25

2004
- Oro ai campionati italiani assoluti di atletica leggera, 5000 metri piani - 15'31"02

2006
- 6ª ai campionati italiani assoluti di atletica leggera, 5000 metri piani - 16'26"88
- Oro ai campionati italiani assoluti di atletica leggera, 10 000 metri piani - 33'08"46
- Oro ai campionati italiani di mezza maratona - 1h12'55"

2007
- Oro ai campionati italiani assoluti di atletica leggera, 10 000 metri piani - 33'26"95

2008
- Argento ai campionati italiani assoluti di atletica leggera, 10 000 metri piani - 34'08"21

2011
- 8ª ai campionati italiani assoluti di atletica leggera, 10 000 metri piani - 34'12"17

2012
- 4ª ai campionati italiani assoluti di 10 000 metri piani - 34'11"73

## Altre competizioni internazionali
1999
- Oro al giro podistico internazionale di Castelbuono - n/d
- 4ª alla mezza maratona di Kyoto - 1h14'03"

2001
- Argento alla Roma-Ostia - 1h12'51"

2002
- Oro alla Roma-Ostia - 1h11'31"
- Oro alla mezza maratona di Praga - 1h12'06"

2003
- Oro alla Roma-Ostia - 1h09'25"
- Oro alla maratona di Roma - 2h29'35"

2004
- Argento alla Milano City Marathon - 2h31'53"

2006
- Bronzo alla Roma-Ostia - 1h13'30"

2011
- Bronzo alla maratona di Firenze - 2h34'57"